# 버뮤다 호그스
버뮤다 호그스(Bermuda Hogges)는 버뮤다의 수도 해밀턴을 연고지로 삼았던 버뮤다의 과거 축구단으로 창단 이후 2007 시즌부터 2009 시즌까지는 USL 세컨드 디비전에 참가했다가 2010 시즌부터 2012 시즌까지 USL 리그 2에 참가했으나 2012 시즌 종료 후 해체 수순을 밟았다.